# Brett Davern
Brett Davern (ur. 16 marca 1992 w Edmonds, w Waszyngtonie) – amerykański aktor i reżyser.
Najbardziej znany z roli Jake'a Rosati z serialu młodzieżowego MTV – Inna. Wystąpił również w innych serialach jak CSI: Kryminalne zagadki Miami, Dowody zbrodni i wielu innych.

## Filmografia
- 2008: Smak ryzyka jako Mike
- 2008: CSI: Kryminalne zagadki Miami jako Justin Marsh
- 2009-2010: Dowody zbrodni jako Finn Cooper
- 2010: American Summer jako Alex Sperling
- 2010: Medium jako Ryan Graff
- 2011–2016: Inna jako Jake Rosati
- 2012: The Finder jako Cooper Allison
- 2012: Agenci NCIS jako Kris Taylor
- 2013: Movie 43 jako biały chłopak
- 2016: Shameless – Niepokorni jako Larry
- 2016: Mroczne zagadki Los Angeles jako Dwight Darnell